# 한국전기연구원
한국전기연구원(韓國電氣硏究院, KERI)은 1976년 12월 29일 설립된 정부출연연구기관으로, 과학기술정보통신부 산하 기타공공기관이다. 단순히 전기연구원, 전기硏, KERI, 케리 또는  전기연으로 줄여서 부르기도 한다.

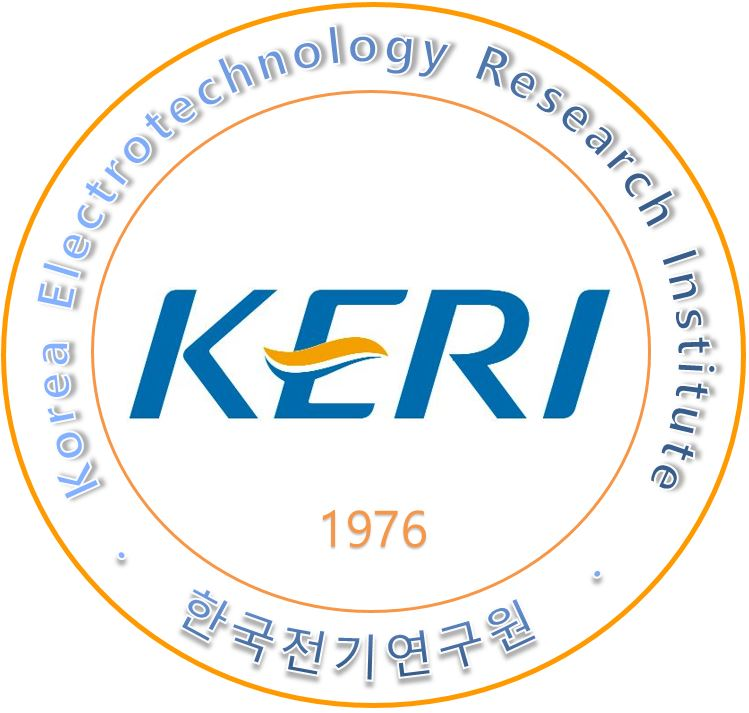
KERI emblem

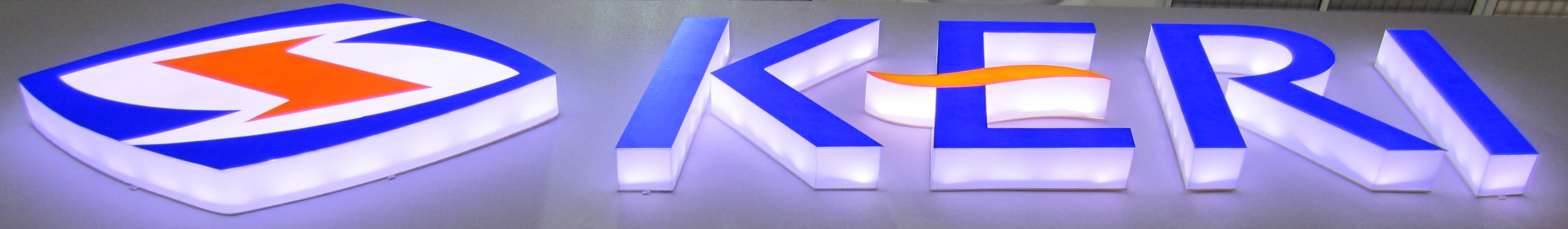
KERI logo at KIMES

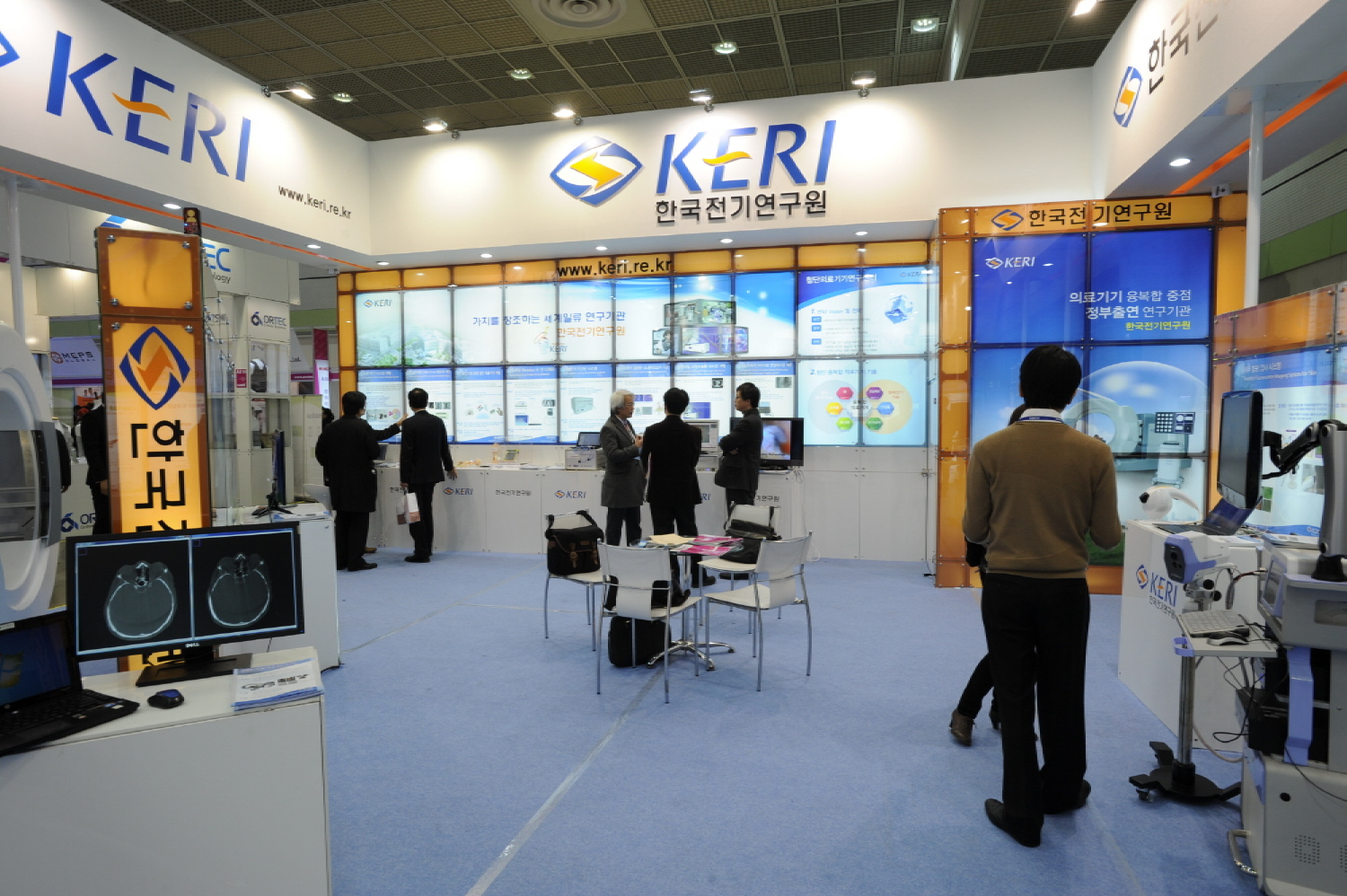
KERI booth at KIMES

## 개요
- 한국전기연구원(KERI)은 정부출연연구소로서, 전기기술 분야의 연구와 시험인증 서비스를 주된 업무로 하며, 전기, 전력, 전기재료, 초전도, 전자의료기기, 광학의료기기 등의 분야의 연구 개발을 중점적으로 추진중에 있다.
- 과학기술정보통신부와 국가과학기술연구회 소속의 정부출연硏

### 위치
- 본원(창원) : (51543) 경상남도 창원시 성산구 전기의길 12 (성주동)
- 분원(안산) : (15588) 경기도 안산시 상록구 항가울로 111 (사동)
- 분원(의왕) : (16029) 경기도 의왕시 내손순환로 138 (내손동)
- 광주지역본부 : (61751) 광주광역시 남구 도시첨단산업로 27 (압촌동))

## 연혁
- 1976년 12월 29일: 한국전기기기시험연구소(KERTI) 설립[1]
- 1981년 1월 20일: 한국전기통신연구소(KETRI) 설립 (한국통신기술연구소와 통합)
- 1985년 6월 17일: 한국전기연구소(KERI) 설립 (한국전자통신연구원(ETRI)와 분리)
- 2001년 1월 1일: 한국전기연구원(KERI)으로 개칭[2]
- 2008년 4월 24일: 한국전기연구원(KERI) 안산분원 준공
- 2020년 7월 6일: 한국전기연구원(KERI) 스마트그리드본부(광주) 준공

## 역대 원장
- 초대: 오창석 (1985~1986년)
- 2~4대: 안우희 (1986~1993년)
- 5대: 변승봉 (1993~1996년)
- 6대: 윤문수 (1996~1999년)
- 7~8대: 권영환 (1999~2005년)[3]
- 9대: 박동욱 (2005~2008년)
- 10대: 유태환 (2008~2011년)
- 11대: 김호용 (2011~2014년)
- 12대: 박경엽 (2014~2017년)
- 13대: 최규하 (2018~2021년)
- 14대: 명성호 (2021~2022년 6월 10일)[4]
- 15대: 김남균 (2023년 1월 12일~ )[5]

## 조직
- 감사
  - 감사부

### 한국전기연구원장
- 전략정책부
  - 미래전략실
  - 대외협력실
- 기획조정부
  - 경영기획실
  - 예산실
  - 사업관리실
  - 정보전산실
- 경영지원부
  - 총무복지실
  - 인력개발실
  - 재무실
  - 구매자산실
  - 시설관리실
  - 안전보안실
  - 운영관리실(안산)
  - 운영관리실(광주)
- 성과확산본부
  - 강소특구기획실
  - 기술사업화실
  - 기업총괄지원실
  - 해석기술지원실

#### 연구부원장
- 강소특구 TFT
- 전력망연구본부
  - 차세대전력망연구센터
  - 전기환경연구센터
  - 전력ICT연구센터
  - 전력정책재난연구센터
- 전력기기연구본부
  - 신전력기기연구센터
  - 전력반도체연구센터
  - 초전도연구센터
- 전기응용연구본부
  - 전기물리연구센터
  - 전동력연구센터
  - 시스템제어연구센터
  - 정밀제어연구센터
  - 인공지능연구센터
- 전기재료연구본부
  - 차세대전지연구센터
  - 나노융합연구센터
  - 절연재료연구센터
  - 전기변환소재연구센터
- 전기의료기기연구단(안산)
  - 전기융합휴먼케어연구센터
  - 전자기파융합연구센터
  - 정밀의료기기연구센터
- 스마트그리드연구단(광주)
  - 에너지신산업연구센터
  - 분산전력시스템연구센터
  - 전력변환시스템연구센터
  - 디지털에너지시스템연구센터

#### 시험부원장
- 대전력평가본부
  - 대전력시험실
  - 단락시험실(의왕)
  - 대전력설비운영실
- 고전압평가본부
  - 고전압시험실
  - 중전압시험실(안산)
  - 스마트그리드시험실(안산)
- 시험품질본부
  - 시험운영지원실
  - 품질표준화관리실